# Bruno Zanoni
Bruno Zanoni (Nembro, Italia; 29 de julio de 1952 – 6 de noviembre de 2023) fue un ciclista especialista en ruta italiano. Su principal logro fue ganar la etapa 11 del Giro de Italia 1978 y ser el último ciclista en portar la camisa negra de último lugar en la historia del Giro de Italia.

## Equipos
| Periodo   | Equipo   |
| --------- | -------- |
| 1974-1975 | Scic     |
| 1976-1977 | GBC      |
| 1978      | Mecap    |
| 1979      | CBM Fast |

### Selección nacional
Participó en el Campeonato Mundial de Ciclismo en Pista de 1976 en el evento individual donde terminó en séptimo lugar.

## Camisa negra
Zanoni se volvió popular por usar la camisa negra al ser el último lugar en el Giro de Italia 1979, con la cual estaba en eventos y programas televisivos. Él fue el último en portal tal camisa negra, ya que se le otorgó un reconocimiento particular al ser cancelada a partir de la edición de 1980. Luego de retirarse, pasó a trabajar en un restaurante en un hotel en Laigueglia.

## Resultados
- Giro d'Italia: 4 apariciones

| 1974: 73º 1976: Abandonó | 1977: 99º 1978: 59.º | 1979: 111º |

- Milán-San Remo

| 1974: 26º 1976: 59.º | 1977: 92º 1978: 72º | 1979: 25º |